# Нелокальная переменная
В теории языков программирования, нелокальная переменная — переменная, которая не определена в локальной области видимости. Хотя термин может относиться к глобальным переменным, он в первую очередь используется в контексте вложенных и анонимных функций, где некоторые переменные могут принадлежать как не локальной так и не глобальной области видимости.
В языке программирования Lua они называются upvalues.

## Примеры

### Вложенные функции
В примере вложенной функции на языке программирования Python 3, который указан ниже, функция inner определена в области видимости другой функции — outer. Переменная x локальна по отношению к функции outer, но не локальна по отношению к функции inner (и не глобальна в то же время):
```
def
 
outer
():

    
x
 
=
 
1

    
def
 
inner
():

        
nonlocal
 
x

        
x
 
+=
 
1

        
print
(
x
)

    
return
 
inner

```

В языке программирования JavaScript, местонахождение переменной определяется с помощью ближайшего выражения var для этой переменной. В следующем примере, переменная x локальна по отношению к функции outer, так как она содержит выражение  var x, в то же время функция inner нет. Таким образом x не локальна по отношению к функции inner:
```
function
 
outer
()
 
{

    
var
 
x
 
=
 
1
;

    
function
 
inner
()
 
{

        
x
 
+=
 
1
;

        
console
.
log
(
x
);

    
}

    
return
 
inner
;

}

```

### Анонимные функции
В примере на языке Haskell, который следует далее в анонимной функции \x -> x + c переменная c нелокальная:
```
outer
 
=
 
let
 
c
 
=
 
1
 
in
 
map
 
(
\
x
 
->
 
x
 
+
 
c
)
 
[
1
,
 
2
,
 
3
,
 
4
,
 
5
]

```

## Проблемы с реализацией
Нелокальные переменные являются основной причиной сложности поддержки вложенных, анонимных, высшего порядка и тем самым первого класса функций в языках программирования.
Если вложенная функция или функции (взаимно) рекурсивны, то становиться сложно для компилятора знать точно, где в стеке вызовов была выделена память для нелокальной переменной, так как указатель кадра указывает только на саму локальную переменную вложенной функции и может существовать произвольное количество записей активации в стеке. Обычно эта проблема решается с использованием access links или display registers.
Если вложенная функция передается как аргумент в функцию высшего порядка замыкание, должно быть построено для нахождения нелокальных переменных. Если вложенная функция возвращается как результат из своей внешней функции (или хранится в переменной) нелокальные переменные не будут более доступны в стеке. Вместо этого они должны быть выделены в куче и время их жизни будет дольше времени жизни внешней функции, которая объявила и выделила их. В общих случаях для этого требуется сборщик-мусора.